# Telmatobufo
Telmatobufo es un género de anfibios anuros de la familia Calyptocephalellidae endémicos de los bosques de Nothofagus en el sur de Chile. El género está representando por cuatro especies, estando todas amenazadas de extinción. 

## Especies
Se reconocen las siguientes según ASW:
- Telmatobufo australis Formas, 1972
- Telmatobufo bullocki Schmidt, 1952
- Telmatobufo ignotus Cuevas, 2010
- Telmatobufo venustus (Philippi, 1899)